# LBCoin
LBCoin（エルビーコイン）とは、リトアニア中央銀行が発行した世界初のCBDCであり、2020年7月23日に発行された。

## 概要
NEMブロックチェーンを基盤に作成されており、デジタル通貨24000トークンと物理的な記念硬貨4000枚で構成される。物理的な記念硬貨の価値は、リトアニアの独立した年にちなんで19.18ユーロである。また、24000トークンは6つのカテゴリに分類され、1カテゴリ4000トークンが割り当てられている。購入は、1セット6トークンで99ユーロで販売された。トークン保有者は他の保有者と交換して6つのカテゴリーを集めることで、トークンと引き換えに「物理的な記念硬貨」を手に入れることが出来た。トークンと記念硬貨の交換は2023年1月23日まで可能であった。本通貨はデジタルユーロの実証実験の一環であり、LBCoin自体は決済を目的とした設計ではなく、コレクターズコインとしての側面が強い。本貨幣は4000枚と記念硬貨の発行枚数としては少ない枚数である。